# 眠月駅
眠月駅(みんげつえき)は、台湾嘉義県阿里山郷にある阿里山森林鉄路眠月線の駅（休止駅）。海抜2,303メートルにある無人駅。

## 概要
当駅は、1999年におこった921大地震によって、壊滅的な被害を受け、2018年現在休止中である。

## 沿革
- 1983年2月11日 - 開業。
- 1999年 - 休止。

## 隣の駅
阿里山森林鉄道
■眠月線（運休中）
塔山駅 - 眠月駅 - 石猴駅